# Marssum
Marssum (officieel, Fries: Marsum) is een dorp in de gemeente Waadhoeke, in de Nederlandse provincie Friesland. De plaats ligt tussen Menaldum en Leeuwarden, waar de A31/N31 en de N383 samenkomen. In 2023 telde het dorp 1.035 inwoners.
De buurtschap Franjumerburen en een deel van de plaats Ritsumazijl liggen binnen het dorpsgebied van Marssum. De Engelumervaart loopt langs Marssum.

## Geschiedenis
Marssum is ontstaan op een terp die al voor de christelijke jaartelling werd bewoond. Mogelijk is deze alleen kort onbewoond geweest. Rond het jaar 1000 werd het een kruispunt van de zeedijk naar Bolsward en een zeedijk die een gedeelte van de Middelzee afsloot. De kerk van Marssum, de Sint-Pontianuskerk stamt uit de 12e eeuw.
Het dorp werd onder andere geschreven als Mersum in 1275, als Marssum en Marsum vanaf de 15e eeuw. De plaatsnaam kan verwijzen naar een woonplaats bij een (breed) water.
In 1984 werd het noordoostelijk buitengebied van Marssum overgeheveld naar de Leeuwarden om de Vliegbasis Leeuwarden geheel onder Leeuwarden te laten vallen.

## Bezienswaardigheden
In het dorp bevindt zich het museum Poptaslot, een stins die ook wel Heringastate wordt genoemd. Even ten westen van het slot lag een haven, deze is echter verdwenen. Alleen de straatnaam herinnert er nog aan. Even ten westen van Marssum staat de Marssumermolen, een uit 1903 daterende poldermolen. Ten zuidwesten van het dorp staat de in 1888 gebouwde poldermolen Terpzigt, de kleinste spinnenkopmolen van Nederland.

## Monumenten
Een deel van Marssum is een beschermd dorpsgezicht, een van de beschermde stads- en dorpsgezichten in Friesland. Verder zijn er in het dorp verschillende rijksmonumenten, zie hiervoor de lijst van rijksmonumenten in Marssum.

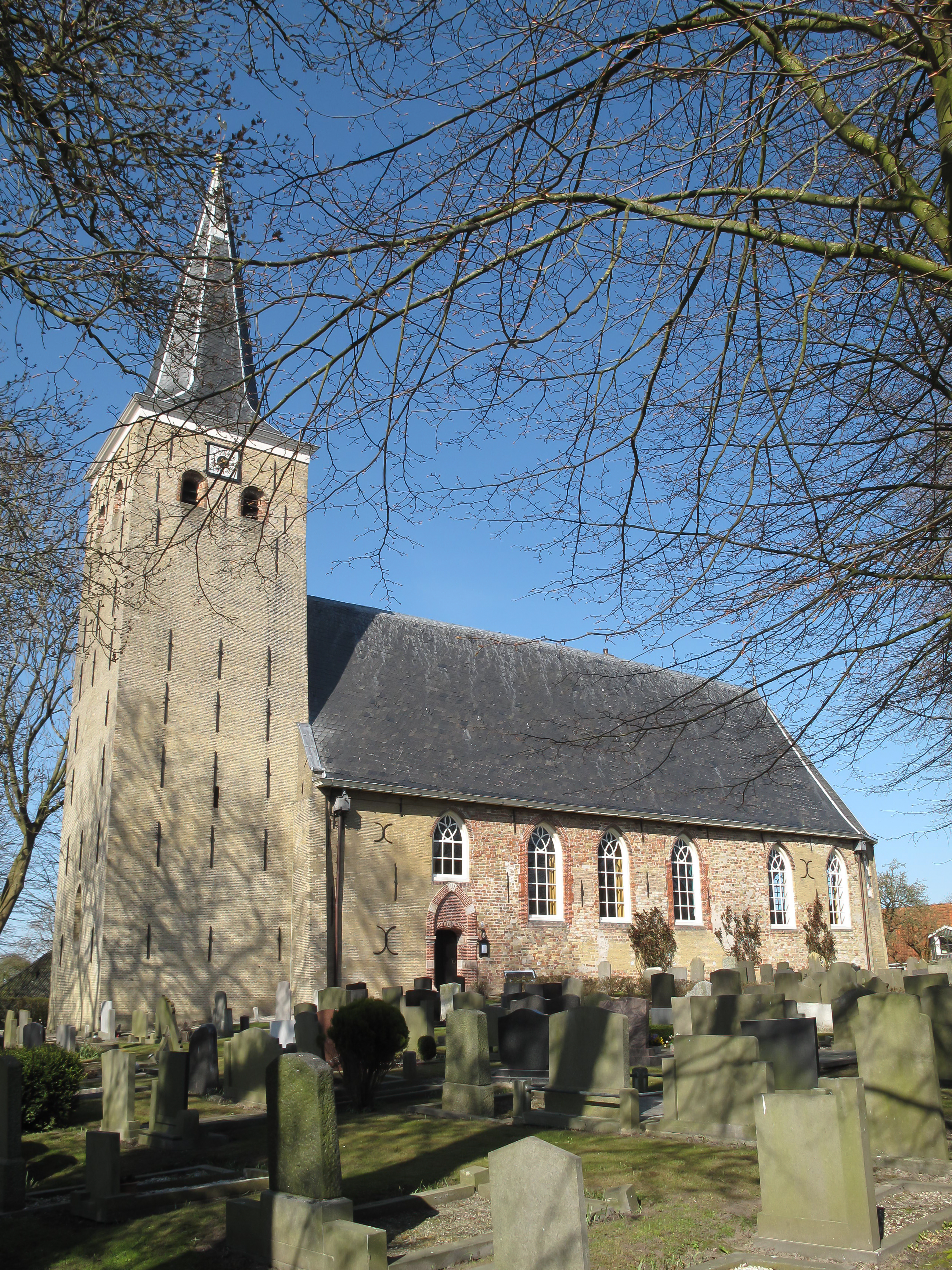
Sint-Pontianuskerk
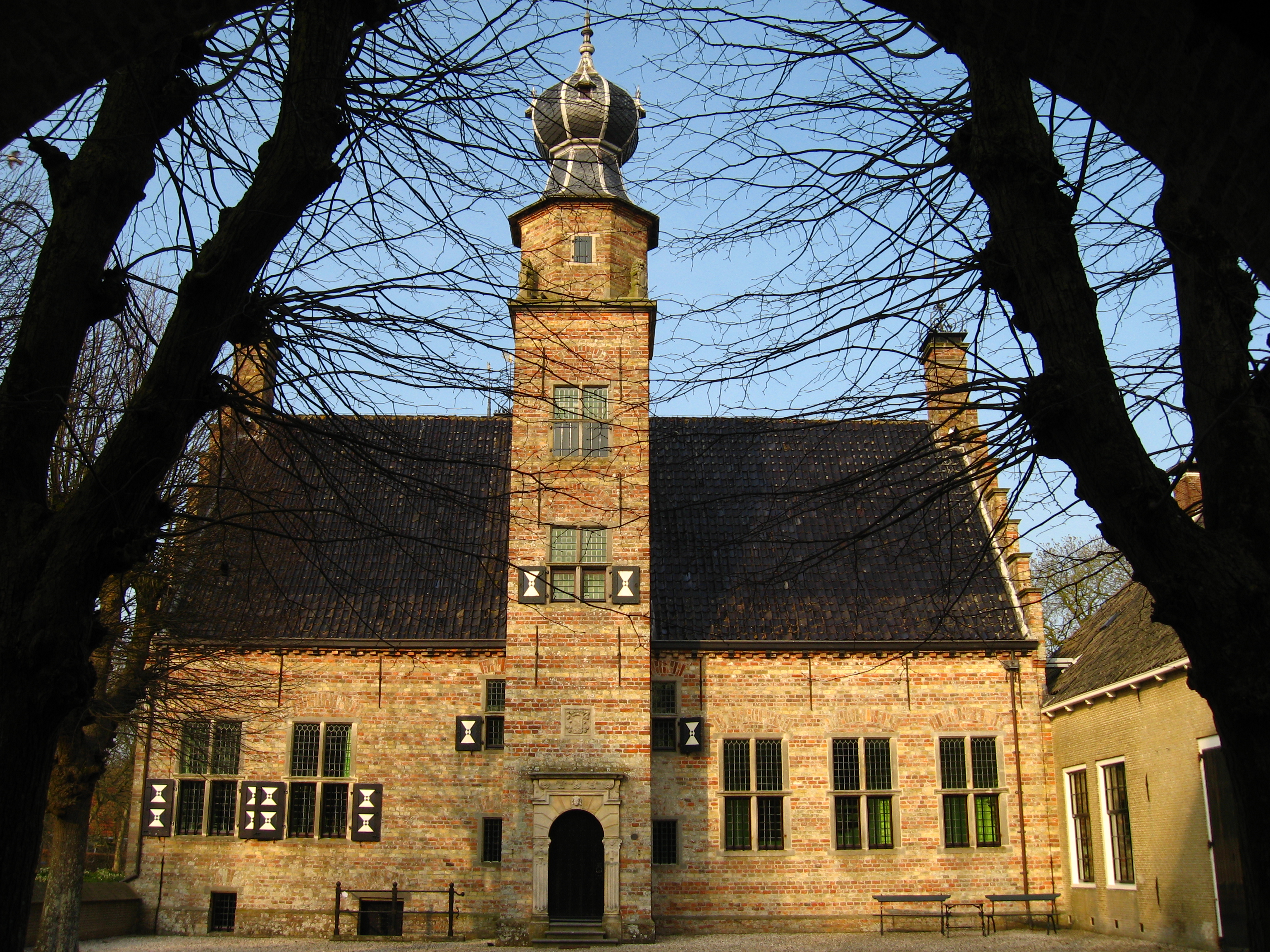
Poptaslot
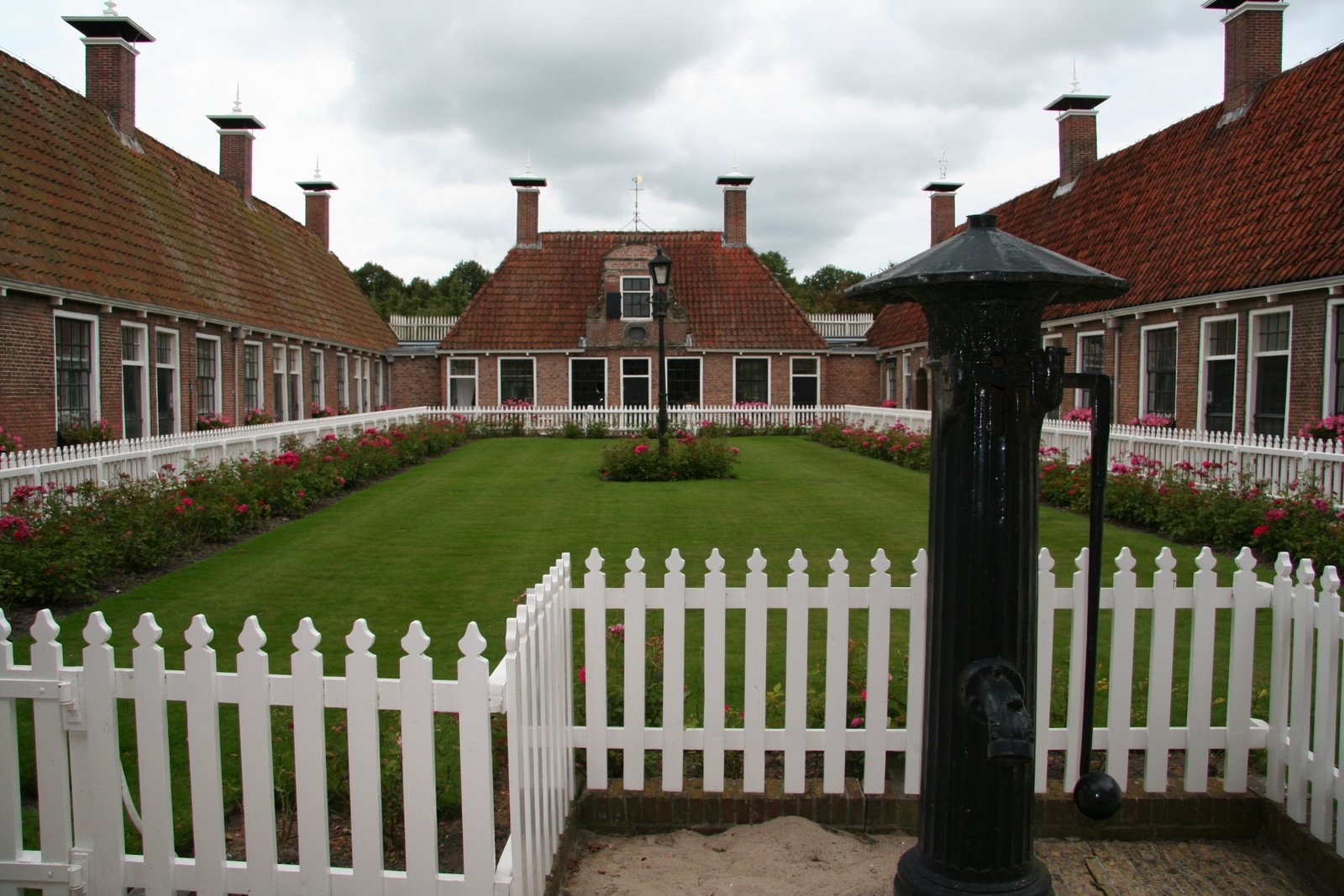
Poptagasthuis

## Cultuur
Het dorpshuis van het dorp, Nij Franjum geheten staat midden in het dorp. De dorpskrant kwam voorheen maandelijks uit. Die functie is overgenomen door de dorpswebsite.
Elk jaar wordt er een Marsumer van het jaar aangewezen.

## Onderwijs
De basisschool De Pôlle staat naast het dorpshuis en heeft een peuterspeelzaal en een kinderopvangcentrum.

## Overleden in Marssum
- Jaap Goeman Borgesius (1929-2003), politicus en burgemeester

Steden, dorpen en gehuchten: Achlum · Baijum · Beetgum · Beetgumermolen · Berlikum · Blessum · Boer · Boksum · Deinum · Dongjum · Dronrijp · Engelum · Firdgum · Franeker · Herbaijum · Hitzum · Klooster-Lidlum · Marssum · Menaldum · Minnertsga · Nij Altoenae · Oosterbierum · Oude Leije (klein deel) · Oudebildtzijl · Peins · Pietersbierum · Ried · Ritsumazijl · Schalsum · Schingen · Sexbierum · Sint Annaparochie · Sint Jacobiparochie · Slappeterp · Spannum · Tzum · Tzummarum · Vrouwenparochie · Welsrijp · Westhoek · Wier · Winsum · Zweins

Buurtschappen: Arkens · Bonkwerd · De Vlaren · Dijkshoek · Doijum · Fatum · Hatsum · Het Hooghout · Kie · Kiesterzijl · Kingmatille · Klooster Anjum · Koehool · Laakwerd · Lutjelollum · Miedum · Nieuwebildtzijl · Oosterend · Oosthoek · Rewerd (deels) · Roptazijl (deels) · Salverd · Schildum · Sopsum · Stad Niks · Tolsum · Tritzum · Tjeppenboer · Vrouwbuurtstermolen (deels) ·  Weakens · Westerend · Zwarte Haan

Voormalige buurtschappen:Barrum · De Kampen · De Poelen · Dijksterhuizen · Franjumerburen · Holprijp · Koum · Langwerd · Teetlum · Memerd · War 

Friesland: Steden en dorpen      Nederland: Provincies · Gemeenten